# آرموت‌ورن (پوسوف)
آرموت‌ورن (به ترکی استانبولی: Armutveren) یک منطقهٔ مسکونی در ترکیه است که در پوسوف واقع شده‌است.